# Gladan 7

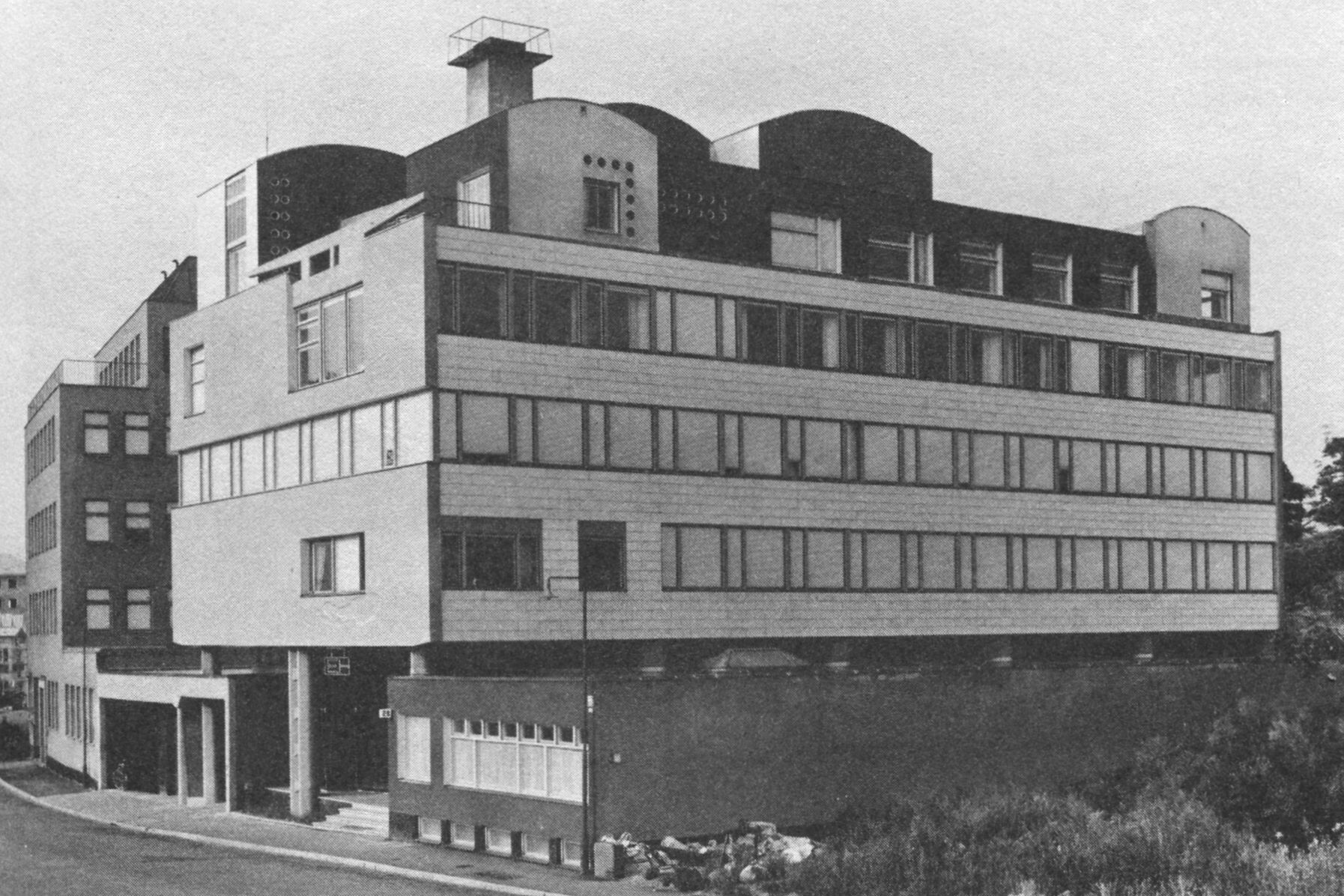
Nybyggda "Enequist, Holme & Co", 1953.

Gladan 7 är en fastighet i kvarteret Gladan vid Warfvinges väg 28 i Stadshagen, västra Kungsholmen, Stockholm. Byggnaden ritades 1951–1953 av arkitekten Ralph Erskine för ett kosmetikföretag. Sedan år 2008 finns Mikael Elias teoretiska gymnasium i byggnaden.

## Historik
Byggnaden ritades och uppfördes mellan åren 1951 och 1953 med kosmetikföretaget Enequist, Holme & Co som beställare. Huset är ett exempel för en symbolisk funktionalism och Erskines sätt att ge anläggningens olika funktioner även olika formspråk. De tre funktionerna bestående av administration, produktion och försäljning symboliseras genom tre olik gestaltade huskroppar. För administrationen använde Erskine strikta fönsterband, som kan ses som en internationellt accepterad kod för kontor. Takets formgivning med flera mindre huskroppar och skulpturala, konstruktiva element symboliserar de övriga funktionerna.
Byggnaden har en stomme av platsgjuten, armerad betong med pelare och stödmurar. I trapphus och bottenvåningens fasad fick det bärande systemet en organisk, skulptural gestaltning. Långfasaden (vinkelrätt mot gatan) är klädd med eternitplattor, medan den putsade entréfasaden hålls mera sluten. I den luftiga entréhallen dominerar en svängd trappa som bärs upp av en från en betongpelare utkragande konsol. Trappstegen är av marmor och golvbeläggningen består av cementmosaik, på väggen finns fem reliefer av keramikern Birger Kaipiainen. För närvarande (2016) ägs fastigheten av fastighetsbolaget Landera som hyr ut den till bland annat Mikael Elias Teoretiska Gymnasium.

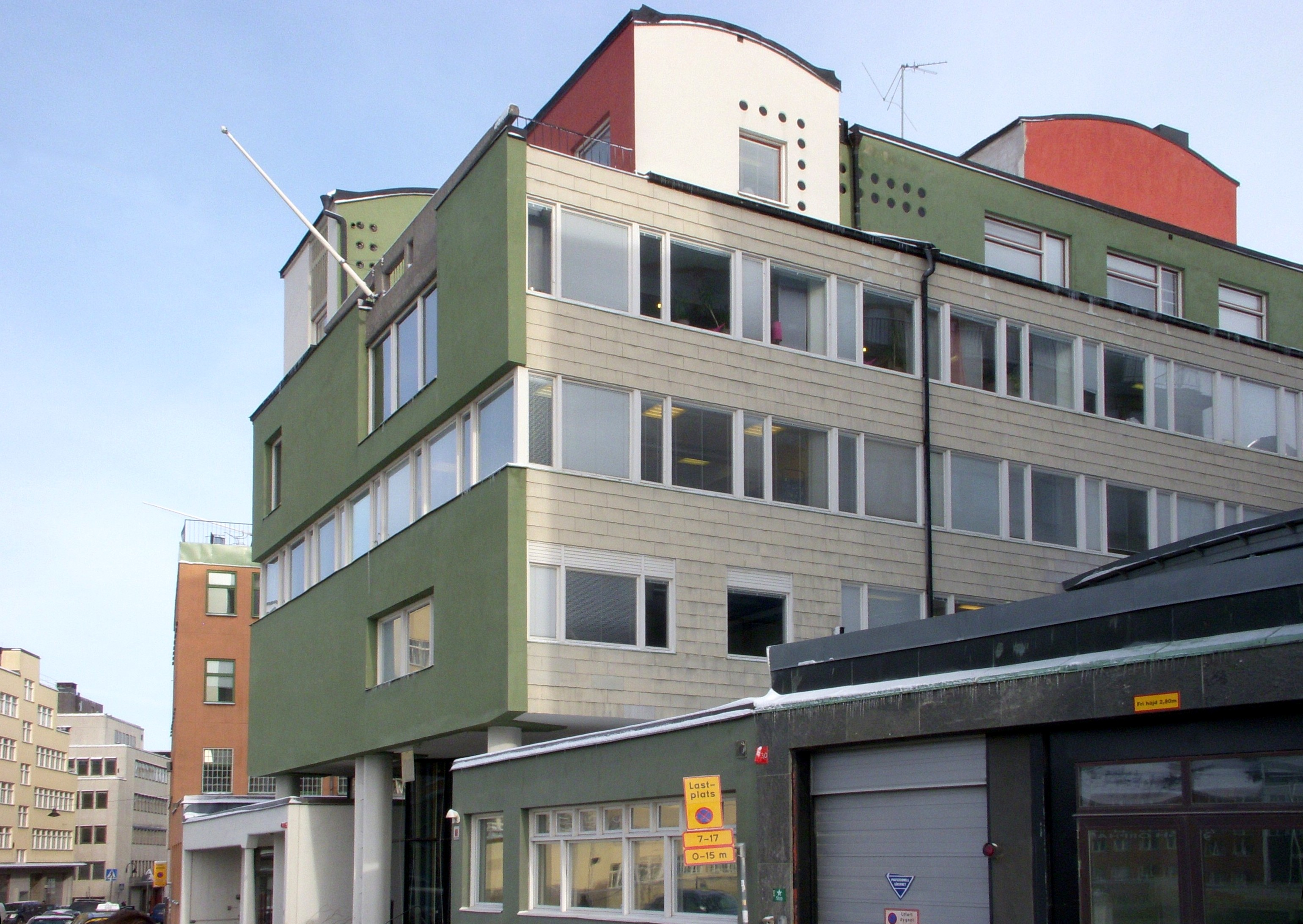
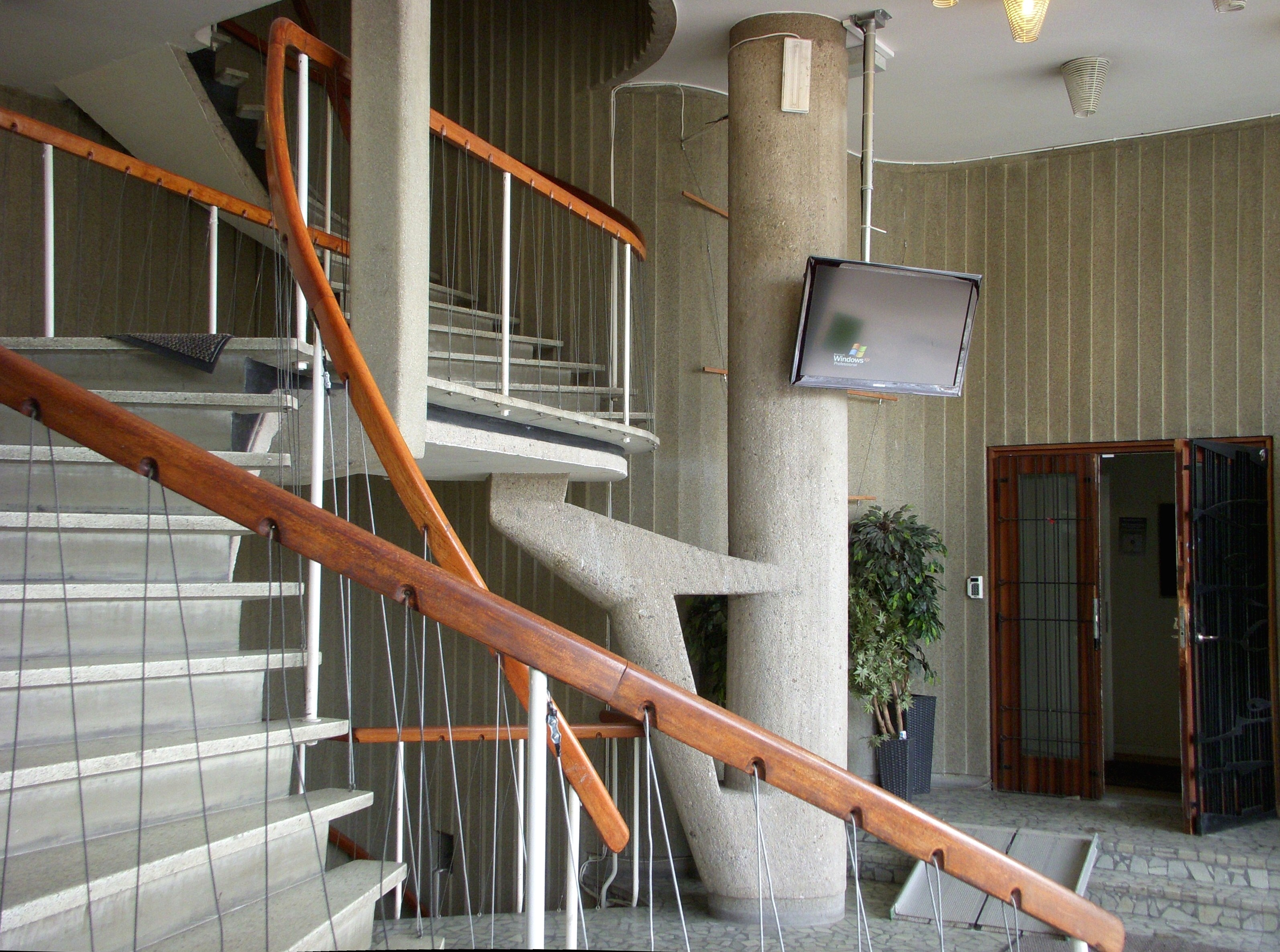
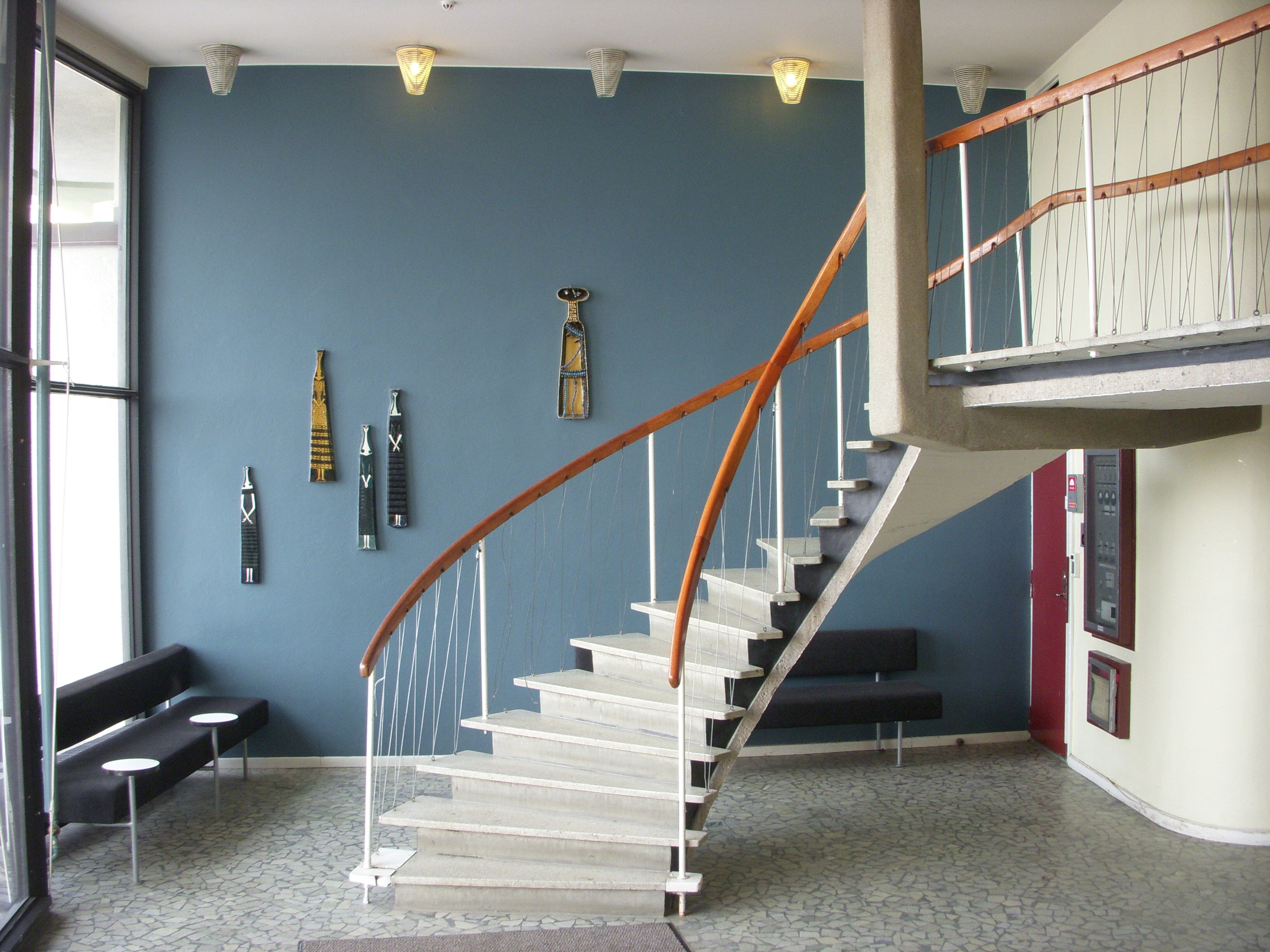
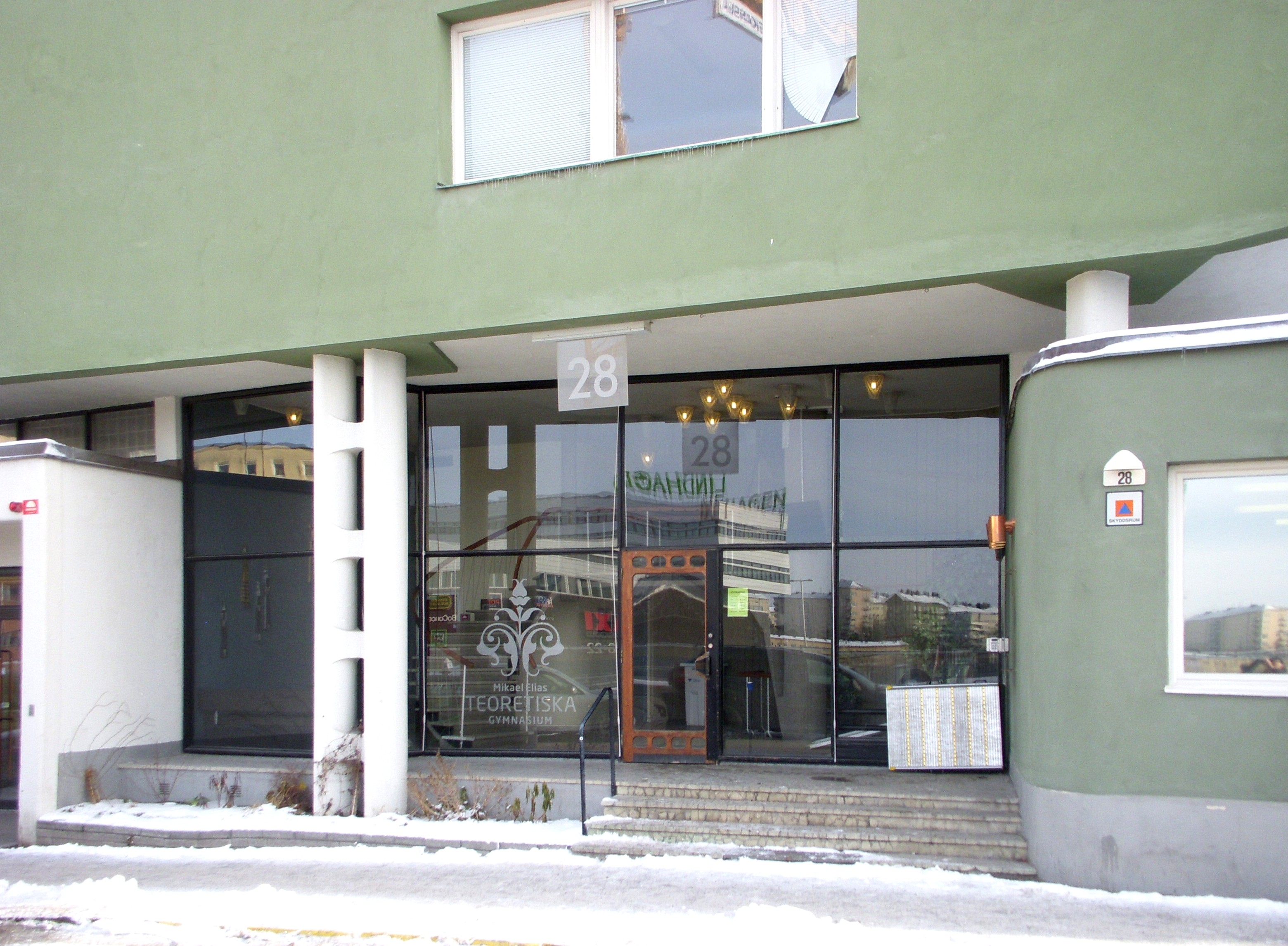